# B 3/4
B 3/4 ist eine Schweizer Bauartbezeichnung für normalspurige Schlepptender-Dampflokomotiven mit einer Laufachse und drei gekuppelten Triebachsen, mit einer Höchstgeschwindigkeit von 70 bis 75 km/h. Die untenstehende Liste gibt eine Übersicht der Lokomotiven dieser Bauart. Die Bezeichnung B 3/4 und die jeweilige vierstellige Loknummerierung beschränkt sich auf den Einsatz bei den Schweizerischen Bundesbahnen. Abweichende Lokbezeichnungen und Nummerierungen beim Vorbesitzer sind in Klammern angefügt.
Jura – Simplon JS
- B 3/4 Serie 1421–1424, 4 Stück von der Schweizerischen Lokomotiv- und Maschinenfabrik  SLM Winterthur (vormals JS A3T 201-204, ehemals SO-S A3T 91–94)
- B 3/4 Serie 1561–1578, 18 Stück von der SLM Winterthur (vormals JS A3T 205–222, Nrn. 205-212 ehemals JBL A3T 41–48)
- B 3/4 Serie 1601–1675, 75 Stück von der SLM Winterthur (vormals JS A3T 301–375)

Nordostbahn NOB
- B 3/4 Serie 1431–1452, 22 Stück von der SLM Winterthur (vormals NOB A3T 171–192)

Schweizerische Centralbahn SCB
- B 3/4 Serie 1461–1467, 7 Stück von der SCB-Werkstätte Olten (vormals SCB A3T 111–117)
- B 3/4 Serie 1471–1485, 10 Stück von S.A.C.M in Grafenstaden (vormals SCB A3T 201–210) und 5 Stück von der SLM Winterthur (vormals SCB A3T 211–215)
- B 3/4 Serie 1486–1495, 10 Stück von der SLM Winterthur (vormals SCB A3T 216–225)

Vereinigte Schweizerbahnen VSB
- B 3/4 Serie 1581–1595, 15 Stück von der SLM Winterthur (vormals VSB A3T 101–115)

Schweizerische Bundesbahnen SBB
- B 3/4 Serie 1676–1747, 72 Stück von der SLM Winterthur (Nachbestellung der Typs JS A3T 301–375)
- B 3/4 Serie 1301–1369, 69 Stück von der SLM Winterthur